# Mike Grant

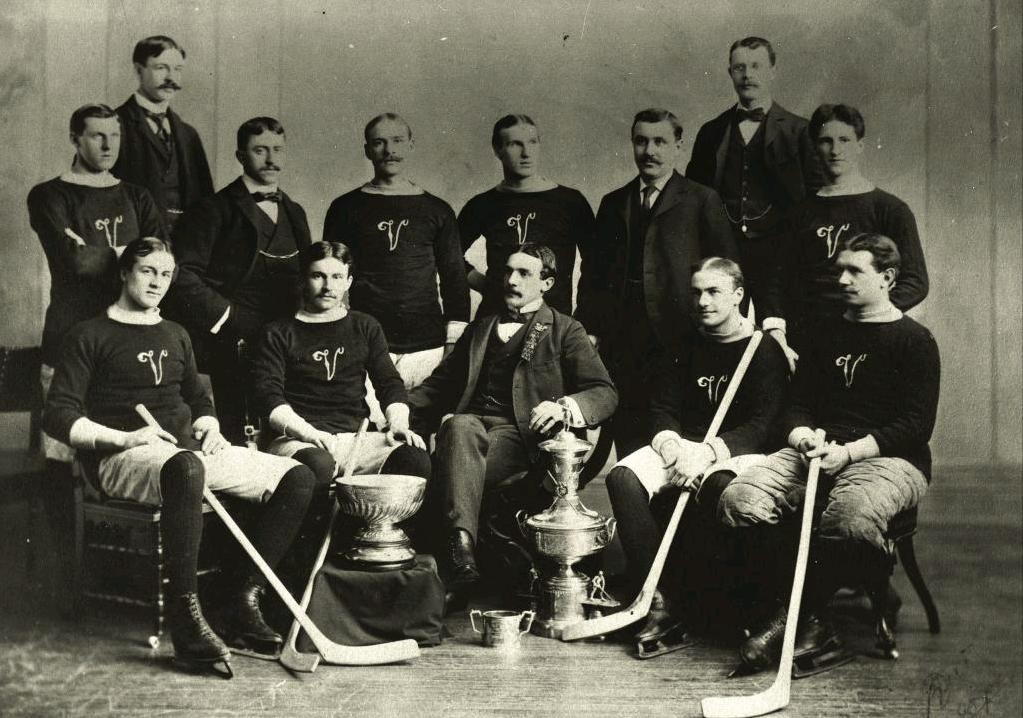
Mike Grant, trea från vänster i mellanraden, med Montreal Victorias och Stanley Cup 1897.

Michael Grant, född 27 november 1873 i Montréal, död 19 augusti 1955 i Montreal, var en kanadensisk ishockeyspelare på amatörnivå.

## Karriär
Mike Grant spelade som back för Montreal Victorias i Amateur Hockey Association of Canada och Canadian Amateur Hockey League samt för Montreal Shamrocks i CAHL åren 1894–1902. Med Victorias vann Grant fyra Stanley Cup-titlar åren 1895, 1896, 1898 och 1899.
Grant var en skicklig skridskoåkare och var en av de första spelarna att från backpositionen distribuera pucken upp i banan på det egna klubbladet.
Mike Grant valdes in i Hockey Hall of Fame 1950.

## Statistik
CAHL = Canadian Amateur Hockey League
| 1894               | Montreal Maples    | MCJHL              | –  | – | – | – | — | – | – | – | – | — |
| 1894               | Montreal Victorias | AHAC               | 5  | 0 | – | 0 | — | 1 | 0 | – | 1 | — |
| 1895               | Montreal Victorias | AHAC               | 8  | 1 | – | 1 | — | — | — | — | — | — |
| 1896               | Montreal Victorias | AHAC               | 8  | 3 | – | 3 | — | – | – | — | – | — |
|                    |                    | Stanley Cup        | –  | – | – | – | — | 2 | 0 | — | 0 | — |
| 1897               | Montreal Victorias | AHAC               | 8  | 3 | – | 3 | — | – | – | — | – | — |
|                    |                    | Stanley Cup        | –  | — | – | – | — | 1 | 0 | — | 0 | — |
| 1898               | Montreal Victorias | AHAC               | 8  | 1 | – | 1 | — | – | – | – | – | – |
| 1899               | Montreal Victorias | CAHL               | 7  | 2 | – | 2 | — | – | – | — | – | — |
|                    |                    | Stanley Cup        | –  | – | – | – | — | 2 | 0 | — | 0 | — |
| 1900               | Montreal Victorias | CAHL               | 2  | 0 | – | 0 | — | — | — | — | — | — |
| 1901               | Montreal Shamrocks | CAHL               | 2  | 0 | – | 0 | – | – | – | — | – | — |
|                    |                    | Stanley Cup        | –  | – | – | – | – | 2 | 0 | — | 0 | — |
| 1902               | Montreal Victorias | CAHL               | 7  | 0 | – | 0 | 0 | — | — | — | — | — |
| AHAC totalt        | AHAC totalt        | AHAC totalt        | 37 | 8 | – | 8 | — | 1 | 0 | – | 0 | – |
| CAHL totalt        | CAHL totalt        | CAHL totalt        | 18 | 2 | – | 2 | – | — | — | — | — | — |
| Stanley Cup totalt | Stanley Cup totalt | Stanley Cup totalt | —  | — | — | — | — | 7 | 0 | — | 0 | — |